# Villa Crespo

Villa Crespo é um bairro da cidade argentina de Buenos Aires. Tinha uma população de 83.646 pessoas em 2001, com uma densidade populacional de 23,235 habitantes por km².
É um bairro judeu, onde fica localizado o estádio do Club Atlético Atlanta.

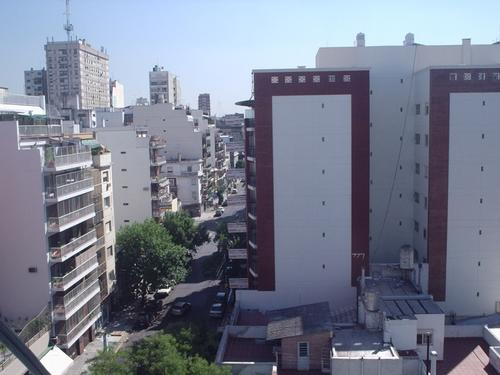
Villa Crespo

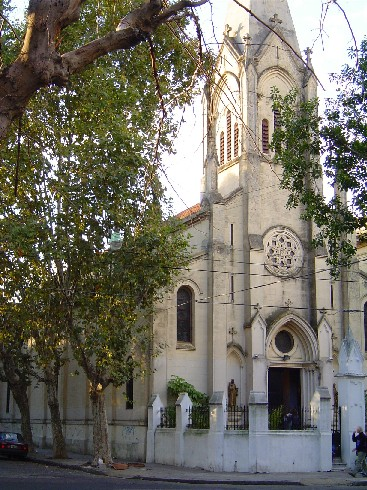
Igreja de St. Joseph, Villa Crespo